# Рашко Заеков
 Тази статия е за поборника.  За професора вижте Рашко Зайков.  
Рашко Стоянов Заеков е от онези народни деятели, посветили целия си живот на духовното и освободително израстване на българите, първият народен будител в следосвобожденската история на село Душанци.

## Ранни години
Рашко Заеков е син на бежанец от кърджалийските разбойнически набези в Одринско. Семейството намира убежище в село Копривщица, където Рашко се ражда през 1838 г. Не след дълго време бащата, не намерил препитание, като много други копривщенци се отправя към Цариград на „курбет“, след като настанали относително по-спокойни времена. Когато, стигайки до родното си село Еникьой, се събира със свои стари познати, с кото образуват търговски кервани с биволарски или волски каруци. С тези кервани сноват межди Цариград и Одрин и когато с денонощен, усилен труд се позамогва прибира семейството си обратно при себе си. Момчето бащата води по делата със себе си още, когато то е на седем години. По време на тези странствания Рашко се грижи за добитъка, а в свободното си време научава четмо и писмо.
След като бащата почива рано, когато Рашко е на десет години, той подхваща неговия занаят за да се грижи за понарастналото откъм деца семейтво. Чрез насоките на религиозната си майка и добрия гръцки свещеник става чест посетител на селската черкова, където лесно изучава гръцкия език на богослужението, а като надарен с приятен глас усвоява и църковното пеене. В празничните дни, когато е свободен изпълнява задълженията на псалт в храма, като прави добро впечатление на енориашите. От турска страна нямал неприятности, но гърците твърде често му ги създавали поради това, че не пропускал да пее и на църковнославянски.

## Революционна дейност
Рашко Заеков участва по време на организирането на Старозагорското и Априлското въстание. Ръкоположен вече за свещеник, установява връзки с Георги Бенковски, Стоян Заимов и други революционни деятели. Тъй като село Еникьой е разположено на походящо място, в селото е организиран Революционен комитет, чиито заседания биват провеждани в в дома му. Рашко често е посещаван от переоблечени шпиони, но общо взето всичко преминава гладко и без особени сътресения. По време на въстанието е арестуван и хвърлен в Одринския затвор. Тук, подлаган на дълги и мъчителни изтезания (хранен, между другото и със слама) се държи достойно и не дава никакви сведения на мъчителите си. След окончателният разгром на въстанието под давлението на западноевропейски комисии за разглеждане на зверствата извършени във връзка с потушаването на въстанието, заедно с други поборници Рашко Заеков е освободен. Прибира се у дома си с разклатено здраве, вследствие от побоищата в тъмницата.

## След Освобождението
След посрещането на войските на генерал Гурко в Еникьой, поп Рашко разпродава имуществото си и се прибира в Копривщица. Започва да служи, но отново се среща с оскъдицата, тъй като в селото има не малък брой свещеници. Така притиснат от обстоятелствата приема през 1879 г. отправената покана и става свещеник в съседното село Душанци.
Селцето, което приютява поп Рашко е крайно бедно, отрудено и разграбено. Липсват Община и общински служби, липсва училище, липсва църква. Свещеникът отслужва необходимите церемонии в малкия параклис „Св. Троица“. След една от литургиите, произнасяйки прочувствени слова успява да вдъхне надежда у енориашите си за бъднините. По негова инициатива една изоставена турска къща, намирчаща се в центъра на селото (запазена и до днес) е оборудвана за да се използва като училище. След това също изоставената къща на душанския поборник Тодор Ганчев е приспособена за метох, училище и Община. В тази 1879 г. село Душанци има всички необходими обществени институти на разположение.
Отец Рашко Стоянов Заеков почива на 5 ноември 1913 г. и е погребан в двора на построената по негова иниициатива, с даренията на Тодор Ганчев църква „Св. св. Кирил и Методий“ в село Душанци.